# Rita (cantante)
Rita (理多?) es una cantante, compositora y seiyū de Osaka, Japón. La mayor parte de su trabajo está relacionado con sus participaciones en las novelas visuales para adultos. Su trabajo más notable está en la música de la novela visual de Key Little Busters! 

## Discografía
- Mjuka (28 de diciembre del 2011)
- meaning (13 de agosto del 2010)
- mighty (11 de noviembre del 2009)
- magnetism (21 de enero del 2009)
- motion (7 de diciembre del 2007)
- Little Busters Original Soundtrack (28 de septiembre del 2007)
- multiple (30 de mayo del 2007)
- mignon (～みにょん～) (29 de diciembre del 2006)
- moment (～もぉめんと～) (6 de abril del 2005)
- memoire (～めもわぁる～) (6 de abril del 2005)
- monologue (～ものろぉぐ～) (15 de agosto del 2003)
- Rita's Hour04
- doll ~Utahime~ vol. 3 Suzu (doll～歌姫～vol.3 涼)
- GWAVE 2013 2nd Progress
- GWAVE SuperFeature's vol.3 "Mermaid Kiss"